# Polygala wightiana
Polygala wightiana är en jungfrulinsväxtart som beskrevs av Nathaniel Wallich. Polygala wightiana ingår i släktet jungfrulinssläktet, och familjen jungfrulinsväxter. Inga underarter finns listade i Catalogue of Life.